# Maine Mariners (ECHL)
Die Maine Mariners sind ein US-amerikanisches Eishockeyfranchise aus Portland im Bundesstaat Maine, das seit der Saison 2018/19 in der ECHL spielt. Es fungiert als Farmteam der Boston Bruins aus der National Hockey League und trägt seine Heimspiele in der Cross Insurance Arena aus.

## Geschichte
Im Jahre 2016 wurden die Portland Pirates der American Hockey League (AHL) nach Springfield umgesiedelt und in Springfield Thunderbirds umbenannt. In der Folge versuchten mehrere Investorengruppen, die entstandene Lücke in Portland zu füllen und wieder ein Team in der Stadt anzusiedeln. Dies gelang schließlich dem Telekommunikationsunternehmen Comcast Spectacor im Juni 2017, das die Rechte der Alaska Aces kaufte und zugleich bekanntgab, das Franchise nach Portland zu verlegen. Die Aces hatten bis zur Saison 2016/17 am Spielbetrieb der ECHL teilgenommen, den Spielbetrieb allerdings aufgrund finanzieller Engpässe einstellen müssen.
Im September 2017 wurde nach einer Fan-Abstimmung der Name Mariners bekanntgegeben, während die weiteren vier Optionen Lumberjacks, Watchmen, Puffins und Wild Blueberries unterlagen. Das Team tritt somit das Erbe der gleichnamigen Maine Mariners an, die von 1977 bis 1992 am Spielbetrieb der AHL teilgenommen hatten. Als erster General Manager wurde Daniel Brière vorgestellt, während Riley Armstrong das Amt des Cheftrainers übernahm. Im April 2018 gaben die Mariners bekannt, in der National Hockey League (NHL) mit den New York Rangers und somit in der AHL mit dem Hartford Wolf Pack zu kooperieren. Nach drei Jahren wechselte die Kooperation zur Saison 2021/22 zu den Boston Bruins.